# Операция «Фатх ол-Мобин»
Операция «Фатх ол-Мобин» (Перс. عملیات فتح المبین, фраза, означающая «Неоспоримая победа» или «Явная победа») — крупная иранская военная операция, проходившая во время ирано-иракской войны в марте 1982 года.
Операция проводилась в четыре этапа под руководством иранского генерала Али Сайяд-Ширази.
Некоторые считают, что операция «Фатх ол-Мобин» стала поворотным моментов в войне, так как она привела к выведению иракских войск из Хузестана. Другие считают, что к выведению иракских войск из южного Ирана стала совокупность нескольких операций, проводившихся в то время.

## Предыстория
22 сентября 1980 года Саддам Хусейн начал многочисленные атаки на иранские аэродромы, пытаясь уничтожить Военно-воздушные силы Ирана на земле. После иракских налетов и иранской операции «Каман-99», Ирак начал сухопутное вторжение в Иран, в первые дни которого смог захватить крупный город Хоррамшехр и осадить Абадан. Иракское наступление остановилось, когда иракские войска добрались до рек Карун и Керхе, предоставив Ирану возможность контратаковать. Однако первая контратака оказалось неудачной, из-за чего иранские войска предприняли вторую попытку в ходе операции «Фатх ол-Мобин».

## Битва
22 марта 1982 года, через 18 месяцев после начала ирано-иракской войны, иранцы начали операцию «Фатх ол-Мобин». В ходе операции они собирались окружить иракские силы возле города Шуш. Под командованием генерала Али Сайяда-Ширази иранцы ночью начали бронетанковое наступление, за которым последовали лобовые атаки бригад Пасдаран и Басидж.
В ходе операции иранцы понесли значительные потери, так как их наступление включало в себя массированные лобовые атаки, иногда без какой-либо поддержки. Однако несмотря на потери иранские войска смогли окружить и уничтожить три иракских дивизии. 28 марта Саддам Хусейн приказал своим силам отступить.

## Последствия
В ходе операций «Фатх ол-Мобин», «Тарик аль-Кодс» и «Бейт ол-Мокаддас» иранские войска смогли выбить иракские силы из южного Ирана. Операции по освобождению Хузестана стали поворотным моментом в ирано-иракской войне. После этого, силы Ирана стали проводить наступательные операции по захвату территории Ирака.
Однако во время своих операций Иран полагался на лобовые и неподдерживаемые атаки плохо обученных войск Пасдарана и Басиджа. В конечном итоге Ирак смог стабилизировать свои вооруженные силы после отступления из Ирана, что в дальнейшем помешало иранским войскам проводить успешные наступательные операции на территории самого Ирака. Во время войны Ирак поддерживали как США, так и СССР, которые рассматривали режим Саддама Хусейна гораздо лучше, чем режим Хомейни.